# Cavalieri di San Tommaso
Gli ospitalieri di San Tommaso di Canterbury ad Acri, meglio noti come cavalieri di San Tommaso, erano un ordine militare cristiano inglese fondato nel 1191 a San Giovanni d'Acri, in Terra santa. Lo stemma dell'ordine era una croce rossa con una conchiglia bivalve al centro; l'abito era bianco. Parteciparono, tra l'altro, alla quinta crociata e all'assedio di Acri del 1291.